# Dieter Kühn (författare)
Dieter Kühn, född 1 februari 1935 i Köln, död 25 juli 2015 i Brühl utanför Köln, var en tysk författare.
"K. är en produktiv författare till hörspel och features för radio och en rad prosaböcker: romaner, noveller, essäer och mer eller mindre fiktiva biografier. Hans stil är genomarbetad, miljöer och ämnen mångsidigt skiftande. Av de båda översatta böckerna är den första en komprimerad berättelse om indianer på besök i 1700-talets London, den andra en absurd, mångtydig parafras på 1800-talets vampyrroman." (Litteraturhandboken, 1983)

## Böcker utgivna på svenska
- Festspel för rödskinn: berättelse (översättning Hans Levander, Forum, 1976) (Festspiel für Rothäute, 1974)
- Stanislaw tigaren (översättning Hans Levander, Forum, 1977) (Stanislaw der Schweiger, 1975)